# CG Большого Пса
CG Большого Пса (лат. CG Canis Majoris) — карликовая новая, двойная катаклизмическая переменная звезда типа SU Большой Медведицы (UGSU) в созвездии Большого Пса на расстоянии (вычисленном из значения параллакса) приблизительно 19636 световых лет (около 6020 парсеков) от Солнца. Видимая звёздная величина звезды — от +22m до +13,7m.

## Характеристики
Первый компонент — аккрецирующий белый карлик спектрального класса pec(UG).